# A Mass of Life
A Mass of Life (en alemán: Eine Messe des Lebens) es una cantata del compositor inglés Frederick Delius, con textos en alemán de la novela filosófica de Friedrich Nietzsche Así habló Zaratustra. En 1898, Delius realizó un arreglo para coro masculino y orquesta de la"Canción de Medianoche" de la  misma obra, y esta fue revisada para formar parte de la misa.
A Mass of LIfe es la obra orquestal de mayor envergadura de Delius, escrita para cuatro solistas SATB, dos coros y orquesta. Fue dedicada a Fritz Cassirer, que jugó un papel importante a la hora de elegir los pasajes del libro de Nietzsche.
El trabajo se completó en 1905. La segunda parte fue estrenada en Munich en 1908, e interpretada en su integridad en Londres un año más tarde, bajo la batuta de Thomas Beecham.